# أنس (اسم)
أَنَس  هو اسم علم مذكر من أصل عربي، ومعناه هو من الأنس ضد التوحش ما تأنس به ومنه الألفة سكن القلب اللطف، الجماعة الكثيرة.

## قائمة
- كود سباركل
- تحديث القائمة

1. أنس أسامة محمود، لاعب كرة سلة مصري.
2. أنس الأصباحي، لاعب كرة قدم مغربي.
3. أنس التكريتي.
4. أنس الجبارات، لاعب كرة قدم أردني.
5. أنس الخجا، لاعب كرة قدم سوري.
6. أنس الدكالي، أستاذ جامعي ووزير الصحة المغربي من 22 يناير 2018 إلى 9 أكتوبر 2019.
7. أنس الزبون، لاعب كرة قدم أردني.
8. أنس الزنيتي، لاعب كرة قدم مغربي.
9. أنس السعيدي.
10. أنس الشربيني، لاعب كرة قدم كرواتي.
11. أنس الشغري.
12. أنس الصالح.
13. أنس الصفريوي، رجل أعمال مغربي.
14. أنس الفقي، سياسي مصري.
15. أنس إيداتوديكا، لاعب كرة قدم هندي.
16. أنس بلحوس، لاعب كرة قدم سوري.
17. أنس بن مالك، صحابي خدم النبي محمد، وهو أحد المكثرين لرواية الحديث.
18. أنس بني ياسين، لاعب كرة قدم أردني.
19. أنس حجي، لاعب كرة قدم أردني.
20. أنس حمادة، سبّاح أردني.
21. أنس خان، لاعب كركيت صيني.
22. أنس دبور، لاعب كرة قدم إسرائيلي.
23. أنس مخلوف، لاعب كرة قدم سوري.
24. أنس مصطفى، مسايف مصري.

## شخصيات إسلامية
- أنس بن مالك: خادم النبي محمد وناقل الأحاديث الشريفة.
- أنس بن سيرين الأنصاري: مولى أنس بن مالك.
- أنس بن النضر: صحابي جليل عم أنس بن مالك خادم رسول الله.
- أنس الهجني: صحابي جليل، والد معاذ بن أنس.
- أنس بن معاذ: صحابي جليل.

## شخصيات توراتية
- أنس الله: والد جد نوح.
- أنس بن قايين: أبن قايين، حفيد آدم.
- أنس بن روبين: ابن روبين ابن يعقوب، أحد أسباط إسرائيل.
- أنس بن مدين: أحد أبناء مدين ابن إبراهيم النبي.
- أنس بن شيت: حفيد آدم ووالد جد أنس الله.

## شخصيات عربية
- أنس الفقي: وزير اعلام مصري سابق.
- أنس السعيدي: أصغر شهيد للثورة اليمنية.
- أنس الباز: ممثل مغربي
- أنس حجي: لاعب كرة قدم أردني من أصل فلسطيني.

## وصلات خارجية
- موسوعة السلطان قابوس لأسماء العرب